# Jeanne de Saint-Rémy

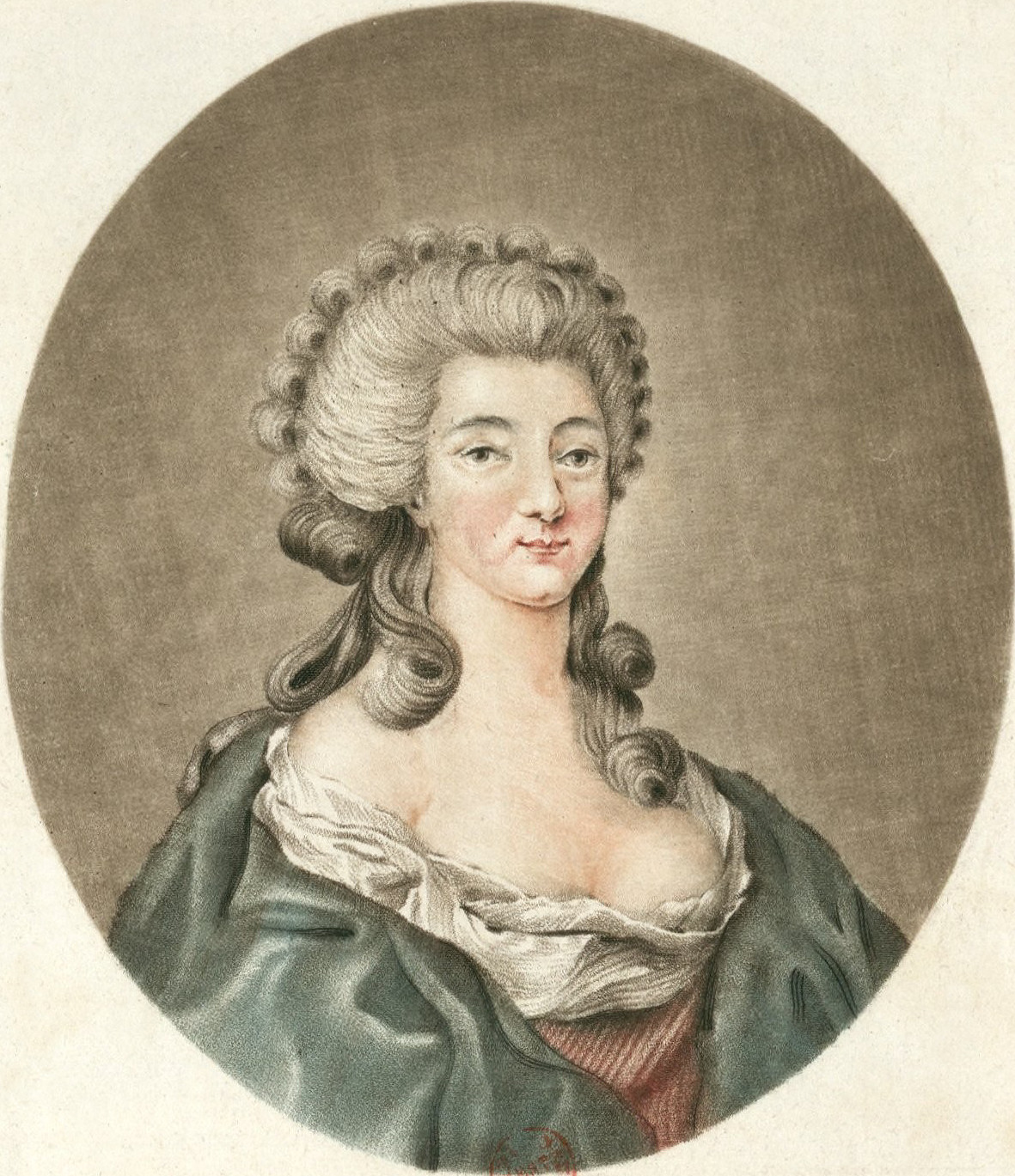
Porträt Jeanne de Saint-Rémys auf einem 1786 veröffentlichten Farbdruck

Jeanne de Saint-Rémy (* 22. Juli 1756 auf Schloss Fontette in der Champagne im heutigen Département Aube; † 23. August 1791 in London) war eine französische Adlige und Drahtzieherin der sogenannten Halsbandaffäre.
Sie stammte von einem unehelichen Sohn des französischen Königs Heinrich II. ab und war damit eine entfernte Angehörige des Hauses Valois. Als Kind eines völlig verarmten Adligen im Elend aufgewachsen, erhielt sie nur dank einer reichen Wohltäterin, der Marquise von Boulainvilliers, eine fundierte Ausbildung. Da sie sich mit dem für sie vorgesehenen Leben im Kloster nicht abfinden wollte, flüchtete sie aus der Abtei Longchamp und heiratete kurze Zeit später einen armen Landadeligen. Das Paar hatte ständig Geldsorgen, sodass die beiden vergeblich versuchten, mit Jeannes königlichem Stammbaum in Paris zu Geld zu kommen. Durch Lügen und gefälschte Briefe konnte die listige Jeanne aber den Kardinal und Großalmosenier von Frankreich, Louis René Édouard de Rohan, in einen Betrug – die sogenannte Halsbandaffäre – verwickeln, der ihr zunächst viel Geld einbrachte. Als dieser entdeckt wurde, landete Jeanne de Saint-Rémy schließlich in der Salpêtrière, wo sie nach rund einem Jahr ausbrechen konnte. Sie flüchtete nach London und schrieb aus dem Exil ihre Memoiren sowie eine Autobiografie.

## Leben

### Kindheit und Jugend
Jeanne kam als zweites Kind Henry de Saint-Rémys, baron de Luz, und seiner Frau Marie Jossel in Fontette zur Welt. Ihr Vater kam aus altem französischen, aber verarmtem Adel, denn er stammte in achter Generation von Henry de Saint-Rémy, dem unehelichen Sohn Heinrichs II. und dessen Mätresse Nicole de Savigny, ab. Jeannes Mutter aber war eine Bürgerliche, die Tochter von einem Bediensteten Henry de Saint-Rémys. Auf der Flucht vor Gläubigern zogen ihre Eltern 1760 mit den beiden ältesten ihrer drei Kinder, Jacques (1751–1785) und Jeanne, von Fontette nach Boulogne (heute Boulogne-Billancourt), einen Vorort von Paris. Ihre Jüngste, Marie-Anne (1757–1786), ließen die Eltern bei einem Bauern des Ortes zurück. Der Tod der Mutter im Jahr 1762 machte die Geschwister zu Waisen, denn der Vater war bereits im Februar 1761 verstorben, kurz vor der Geburt seiner dritten Tochter, Marguerite. Die drei Geschwister hielten sich anschließend durch Betteln über Wasser.
Aufgrund ihrer Abstammung aus dem Haus Valois erweckte Jeanne, als sie acht Jahre alt war, die Aufmerksamkeit von Adrienne-Marie-Madeleine d’Hallencourt, der Marquise von Boulainvilliers. Jeanne überlieferte in ihren Memoiren eine herzerweichende Geschichte, in der sie als bettelndes Waisenkind die Marquise durch Zufall auf der Straße traf, doch die Wahrheit war wesentlich weniger schicksalhaft: Die drei notleidenden Geschwister wurden Madame d’Hallencourt durch den Pfarrer von Boulogne anempfohlen. Sie nahm sich der verwahrlosten Kinder an und erwirkte am 9. Dezember 1776 – nachdem der Nachweis ihres königlichen Stammbaums erbracht und die Kinder im gleichen Jahr legitimiert worden waren – beim Präsidenten des königlichen Finanzrats Ludwigs XV. eine Pension für die Saint-Rémy-Waisen, denn es gab zu jener Zeit Bestimmungen, die vorgaben, dass Nachkommen adliger, aber verarmter Familien eine finanzielle Unterstützung zustehe. Jacques erhielt zudem eine Freistelle in der Schule für Marineoffiziere, während Jeanne und ihre Schwester Marie-Anne auf Kosten Madame de Boulainvilliers’ ab 1763 in das Ursulinenkloster von Ligny-en-Barrois geschickt wurden. Dort starb Marguerite an den Pocken. Die Marquise ließ daraufhin Jeannes zweite Schwester Marie-Anne von Fontette nach Ligny holen. Im Alter von 14 Jahren begann Jeanne eine Ausbildung zur Schneiderin in einem Pariser Modesalon, doch schloss sie die Lehre nicht ab. Als sie 16 Jahre alt war, wurde sie gemeinsam mit ihrer Schwester in die Abtei Notre-Dame d’Yerres geschickt, denn die beiden Mädchen sollten Nonnen werden. Nach zwei Jahren wechselten sie in die Abtei Longchamp. In ihren später veröffentlichten Memoiren behauptet Jeanne, sie sei freiwillig ins Kloster gegangen, um sich den sexuellen Aufdringlichkeiten durch Anne Gabriel Henri Bernard de Boulainvilliers, dem Mann ihrer Gönnerin, zu entziehen. Als die Oberin von Longchamp die zwei Schwestern dazu drängte, ihr Gelübde als Nonnen abzulegen, flüchteten die beiden 1779 nach vier Jahren Aufenthalt aus dem Konvent nach Bar-sur-Aube, wo sie – nach einem kurzen Aufenthalt in einer heruntergekommenen Herberge – bei ihrer Tante Madame Clausse de Suremont, der Frau des örtlichen Vogts, unterkamen. Dort traf Jeanne den jungen Jacques Claude Beugnot, den späteren französischen Staatsminister, der sich Hals über Kopf in die 22-jährige verliebte, doch Jacques’ Vater schickte ihn zwecks Vermeidung von möglichen Komplikation fort nach Paris. Im Haus der Tante lernte Jeanne auch den Neffen der Familie kennen, Marc Antoine Nicolas de La Motte, einen Gendarmerie-Offizier und kleinen Landedelmann, den Jeanne am 6. Juni 1780 heiratete. Ihre jüngere Schwester zog sich daraufhin in die Abtei Jarcy in der Nähe von Brie-Comte-Robert zurück.

### Gräfin de La Motte

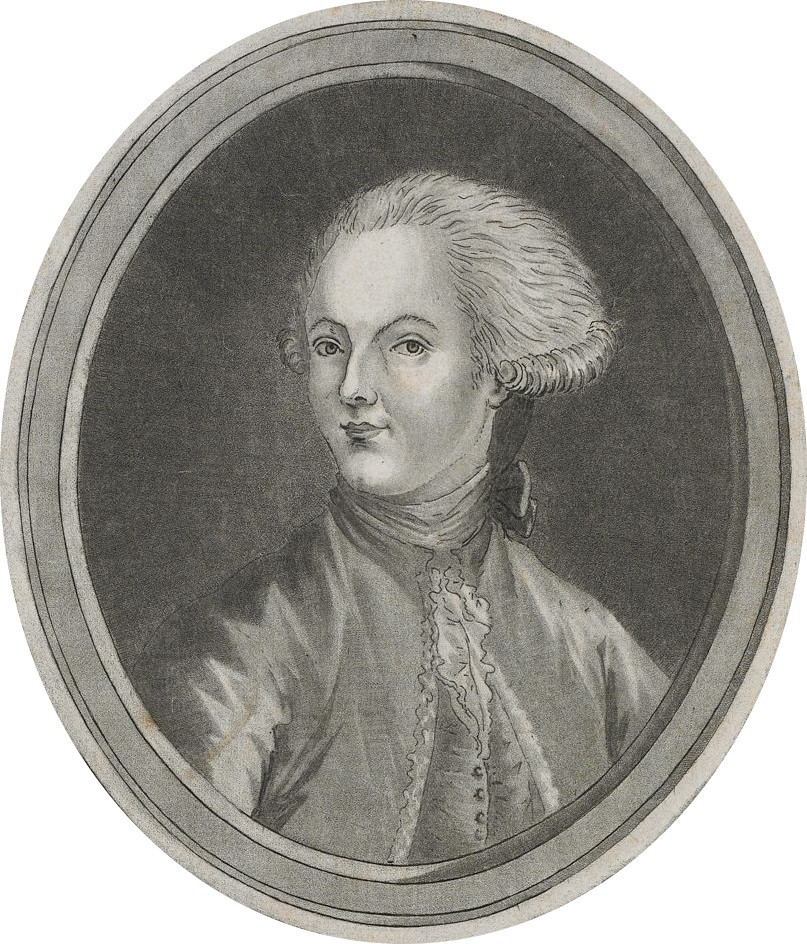
Jeanne heiratete 1780 Marc Antoine Nicolas de La Motte

An Jeannes schlechter finanzieller Situation änderte auch die Heirat nichts, denn der frisch gebackene Ehemann war ebenso arm wie seine Frau. Einen Monat nach der Heirat brachte sie Zwillinge zur Welt, doch die beiden Jungen starben nur wenige Tage nach der Geburt. Das Paar nahm den Titel eines Grafen und einer Gräfin de La Motte an und ging nach Lunéville, wo Nicolas de La Motte wieder zu seinem Regiment stieß. Jeannes Pension reichte jedoch vorne und hinten nicht für sie und ihren Mann aus, und so hielt sich das Pärchen mit Gaunereien und Krediten über Wasser.
Im September 1781 traf Jeanne ihre frühere Gönnerin, die Marquise de Boulainvilliers, in Saverne wieder. Sie stellte die junge Frau dem im dortigen Schloss residierenden Kardinal Louis René Édouard de Rohan vor. Diese Begegnung sollte sich später für Jeanne noch als überaus lukrativ herausstellen. Doch auch kurzfristig nützte dem Pärchen diese Bekanntschaft, denn durch Rohans Empfehlung erhielt Jeannes Mann im Oktober 1781 eine Anstellung in der Garde des Grafen Artois. In Nicolas de La Mottes Ernennungsurkunde war versehentlich der Titel eines Grafen eingetragen worden, sodass er und seine Frau sich fortan Graf und Gräfin de La Motte nannten.
Das Paar ging Ende Oktober 1781 nach Paris und mietete sich zunächst im Hôtel de Reims in der Rue de la Verrerie ein, um dort sein Glück zu versuchen. Jeanne wollte aus ihrer königlichen Abstammung in Versailles Kapital schlagen und mietete deshalb dort zusätzlich noch ein Zimmer an der Place Dauphine. Sie bemühte sich mehrfach um Audienzen bei Mitgliedern der Königsfamilie, weil sie eine Erhöhung ihrer Pension erreichen wollte. Ihr Stammbaum sollte Jeanne dabei die Türen öffnen, doch sie wurde niemals vorgelassen. Die Herzogin von Polignac zum Beispiel weigerte sich trotz schriftlicher Bitte Jeannes, ihr eine Audienz bei der Königin zu verschaffen. Selbst ein vorgetäuschter Ohnmachtsanfall im Beisein der Königin konnte ihr nicht zu einem Treffen mit Marie-Antoinette verhelfen. Anstatt dessen lebte das Paar in überaus ärmlichen Verhältnissen und machte immer mehr Schulden. Aus Angst vor seinen Gläubigern flüchtete Nicolas zeitweilig sogar nach Brie-Comte-Robert, und 1783 brachten die beiden ihre Möbel vorsichtshalber in Sicherheit, weil sie eine Pfändung befürchten mussten. Bereits im November 1782 hatten Graf und Gräfin de La Motte ihrem Vermieter derart viel Geld geschuldet, dass sie nach einem heftigen Streit aus dem Hôtel de Reims aus- und in eine andere Bleibe in der Rue Neuve-Saint-Gilles umziehen mussten. Obwohl Jeannes Pension auf Fürsprache der Gräfin von Provence am 18. Januar 1784 auf 1500 Livres erhöht worden war, blieben die Geldsorgen allgegenwärtig. Jeanne verkaufte deshalb im April des gleichen Jahres ihre Ansprüche auf die jährliche, vom König gewährte Pension für 6000 Livres.
Unterdessen hatte sie Kardinal Rohan wiedergetroffen. Obwohl sie es nicht vermocht hatte, ihn gleich bei der ersten Begegnung in Saverne für sich einzunehmen, gelang ihr dies 1782 in Paris. Am Ende des Jahres war sie seine Mätresse. Nach dem Tod der Marquise de Boulainvilliers half Rohan der vollkommen mittellosen Jeanne manchmal mit kleineren Geldsummen aus. Schon bald war sie nicht nur seine Geliebte, sondern auch seine enge Vertraute.

### Die Halsbandaffäre

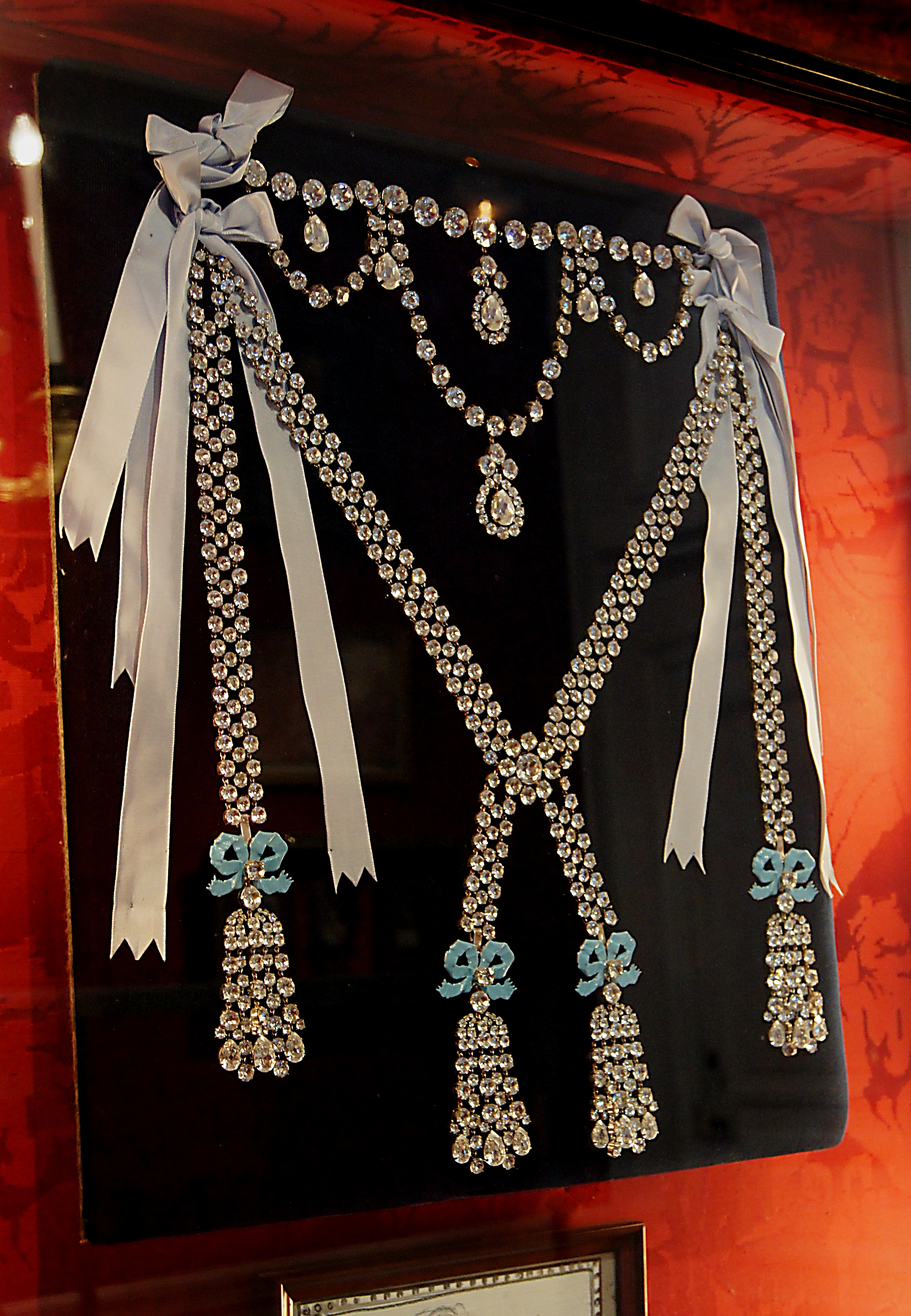
Nachbildung des Diamantencolliers im Schloss Breteuil

Louis René Édouard de Rohan-Guéméné war nicht nur Kardinal-Erzbischof von Straßburg, sondern auch Großalmosenier von Frankreich und damit wichtigster Kleriker am französischen Königshof. Trotzdem brachte ihm Königin Marie-Antoinette nur Verachtung entgegen, die auf Vorfälle am Wiener Hof zurückging, als Marie-Antoinette noch österreichische Prinzessin und Rohan dort französischer Gesandter war. Der Kardinal war seit seiner Rückkehr nach Frankreich im Jahr 1774 darum bemüht, die Gunst der inzwischen Königin gewordenen Marie-Antoinette wiederzugewinnen. Seine Naivität und Leichtgläubigkeit nutzte Jeanne, um ihm weiszumachen, sie stünde in enger und freundschaftlicher Verbindung zur Königin und könne sie dazu bewegen, dem Kardinal wieder ihre Gunst zu schenken. Die Gräfin engagierte einen alten Kameraden ihres Mannes, Marc-Antoine Rétaux de Villette, der in ihrem Auftrag falsche Briefe verfasste, die angeblich von Marie-Antoinette an den Kardinal gerichtet waren. Sie spielte ihm damit seit Anfang 1784 erfolgreich vor, die Königin sei ihm versöhnlich gesinnt, und konnte dem Großalmosenier im Namen Marie-Antoinettes mehrfach große Summen für angeblich karitative Zwecke abschwatzen. Mit dem erschwindelten Geld finanzierte sie sich und ihrem Ehemann einen luxuriösen Lebensstil und den Kauf eines eigenen Hauses in Bar-sur-Aube für 18.000 Livres. Als Jeannes Lügengespinst selbst für Rohan zu unglaublich wurde und er sich der ganzen Sache versichern wollte, verlangte er eine Audienz bei der Königin, die Jeanne als ihre intime Freundin für ihn bewirken sollte. Die Schwindlerin arrangierte deshalb im August des Jahres 1784 ein nächtliches Treffen in einem der Boskette des Schlossparks von Versailles, bei dem eine junge Frau namens Marie-Nicole Leguay, die eine gewisse Ähnlichkeit mit der französischen Königin hatte und sich Baronne d’Oliva nannte, die Rolle einer verschleierten Marie-Antoinette mimte. Der Kardinal fiel tatsächlich auf die Farce herein, und Jeanne konnte im Nachgang Louis René Édouard de Rohan-Guéméné davon überzeugen, die Königin wünsche, dass er in ihrem Namen ein Diamantencollier erwerbe, das schon seit diversen Jahren vergeblich von den beiden Pariser Juwelieren Charles Böhmer und Paul Bassenge zum stolzen Preis von 1,8 Millionen Livre zum Kauf angeboten wurde. Rohan argwöhnte nichts und vereinbarte mit den beiden Juwelieren einen Endpreis von 1,6 Millionen Livres, die in vier Raten – beginnend mit dem 31. Juli 1785 – zu begleichen waren. Auch die Juweliere ließen sich anfangs durch gefälschte Briefe täuschen und glaubten tatsächlich, dass Kardinal Rohan im Auftrag Marie-Antoinettes handelte. Sie händigten ihm das wertvolle Schmuckstück am 1. Februar 1785 aus, und er übergab es postwendend Jeanne de Saint-Rémy. Gemeinsam mit ihrem Mann brach sie die wertvollen Diamanten aus ihren Fassungen im Collier und beschädigte viele der Steine, weil dazu kein geeignetes Werkzeug vorhanden war. Erste Versuche, einige der Preziosen in Paris zu verkaufen, schlugen fehl, weil die Juweliere, denen sie angeboten wurden, sofort glaubten, dass es sich um Diebesgut handele, und deshalb den Ankauf ablehnten. Da jedoch kein Schmuckdiebstahl dieser Größenordnung angezeigt worden war, blieben Jeanne und ihr Mann vorerst unbehelligt. Um die Beute dennoch zu Geld zu machen, reiste Nicolas de La Motte im April 1785 nach London und verkaufte den Großteil der Diamanten in der englischen Hauptstadt. Einige Steine benutzte Jeanne derweil in Paris, um Schulden bei Gläubigern zu tilgen und Lieferanten zu bezahlen. Insgesamt erhielt das Paar 600.000 Livres als Gegenwert für ihr Diebesgut.

### Prozess, Haft und Flucht

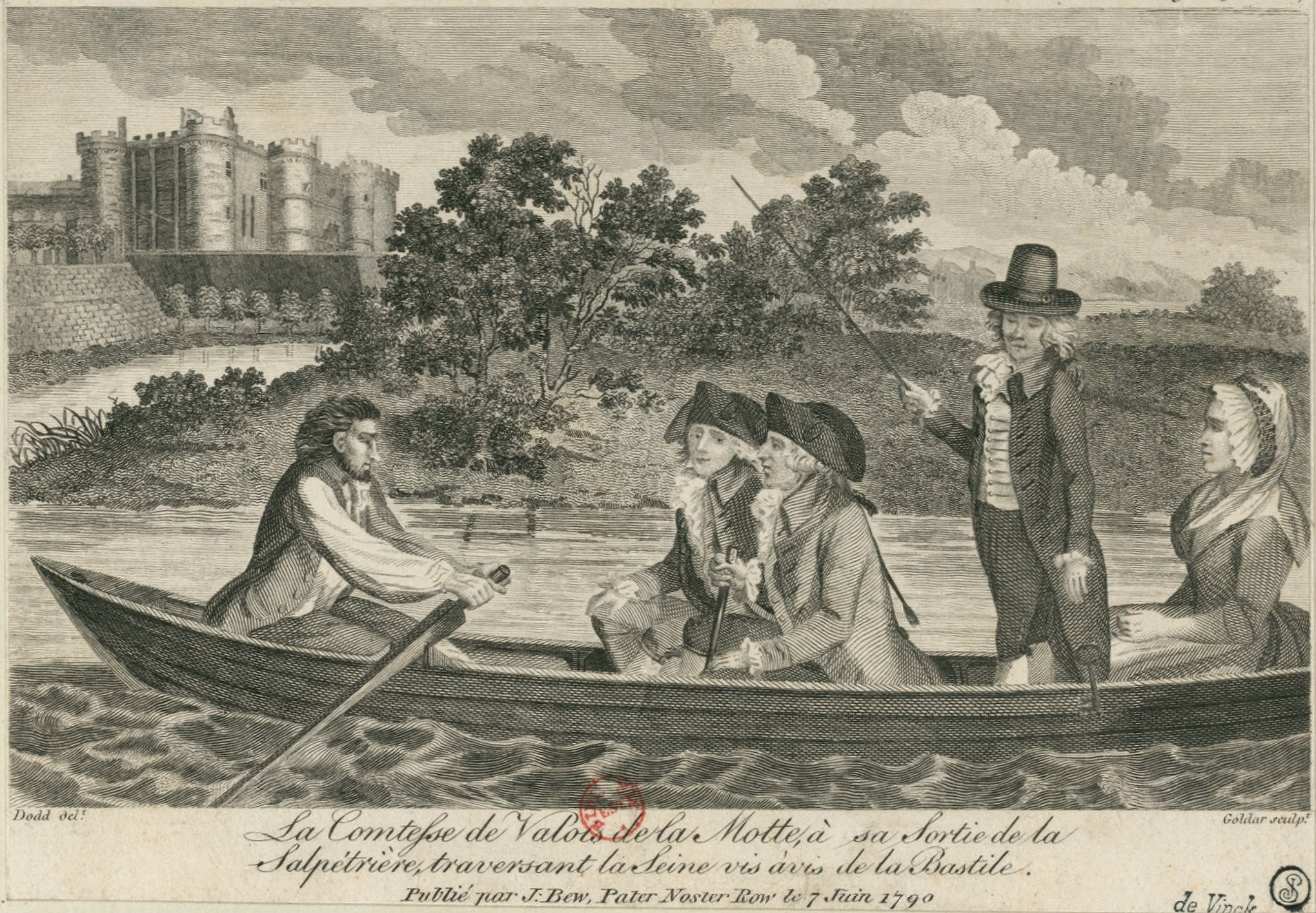
Jeanne de Saint-Rémy bei ihrer Flucht aus der Pariser Salpêtrière, Stich aus dem Juni 1790

Als der Betrug entdeckt wurde, ließ Ludwig XVI. den Großalmosenier als vermeintliche Hauptperson in der Affäre am 15. August 1785 verhaften und in die Bastille bringen. Kurz darauf, am 18. August, erfolgte auch die Verhaftung Jeannes, die sich in ihrem Haus in Bar-sur-Aube aufhielt und am 20. August ebenfalls in die Bastille überführt wurde. Ihr gesamter Besitz wurde konfisziert. Nicolas de La Motte konnte zwar vor einer Verhaftung nach England fliehen, doch auch Jeannes Mitwisser Marc-Antoine Rétaux de Villette und Mademoiselle d’Oliva wurden festgesetzt. In einem Aufsehen erregenden Prozess vor dem Parlement de Paris im Mai des Jahres 1786 leugnete Jeanne bis zuletzt jede Beteiligung an dem Betrug und beschuldigte Rohan und Alessandro Cagliostro, die Drahtzieher zu sein. Sie behauptete, weder mit der Sache etwas zu tun, noch von ihr gewusst zu haben. Ihre Verteidigungsschrift Mémoire pour dame Jeanne de St Rémy de Valois, die sie gemeinsam mit ihrem Anwalt Jacques-François Doillot verfasst und als erste aller Angeklagten bereits Anfang Dezember 1785 veröffentlicht hatte, fand reißenden Absatz. Solche Veröffentlichungen waren eigentlich kostenlos zu haben, doch die Mémoire war derart gefragt, dass sie teils zu horrenden Preisen von jenen, die ein Exemplar ergattern konnten, verkauft wurde. Jeannes Aussagen und Behauptungen darin waren aber dermaßen unglaubwürdig, dass sie Rohan mehr ent- als belasteten. Das Urteil vom 31. Mai 1786 sprach den Kardinal von allen Vorwürfen frei, doch Jeanne traf es als Angeklagte wesentlich härter. Die Richter bestimmten, dass sie mit dem Staupbesen öffentlich ausgepeitscht, durch den Henker auf beiden Schultern mit einem V für voleuse (deutsch: Diebin) gebrandmarkt werden und anschließend eine lebenslange Haftstrafe in der Salpêtrière verbüßen sollte. Zudem sollten sämtliche Exemplare ihrer veröffentlichten Rechtfertigungsschriften vernichtet werden. Jeanne versuchte nach der Urteilsverkündung erfolglos, sich in der Conciergerie, wohin sie am 29. Mai verlegt worden war, das Leben zu nehmen.
Das Urteil wurde am 21. Juni kurz nach fünf Uhr morgens im Hof der Conciergerie vollstreckt. Wegen der frühen Stunde waren nur wenige Schaulustige anwesend. Jeanne setzte sich wie eine Rasende zur Wehr. Vier erwachsene Männer waren nötig, um sie festzuhalten, trotzdem widersetzte sich die junge Frau dermaßen stark, dass dem Henker das Brandeisen verrutschte und nicht ihre Schulter, sondern ihre Brust gebrandmarkt wurde. Jeanne verlor bei der Tortur die Besinnung und wurde ohnmächtig in die Salpêtrière gebracht.
Eine Mitgefangene Jeannes informierte sie im Laufe des Jahres 1786 darüber, dass wohlmeinende Personen dabei seien, ihre Flucht aus dem Gefängnis zu organisieren. Möglicherweise stand Jean-François Georgel, Geheimsekretär des Kardinals Rohan, als Organisator hinter diesen Befreiungsplänen. Gemeinsam mit einer Mitgefangenen namens Marianne gelang Jeanne de Saint-Rémy im Juni 1786 als Mann verkleidet tatsächlich der Ausbruch aus der Salpêtrière. Ihr Fluchtweg führte sie unter anderem über Provins, Troyes, Nancy, Lunéville, Metz und Thionville nach Olerisse in Luxemburg. Von dort ging ihr Weg weiter über Brügge und Ostende ins Exil nach London, wo sie am 4. August 1787 eintraf. Die Hintermänner, welche ihre Flucht planten und organisierten, blieben bis heute unbekannt.

### Englisches Exil

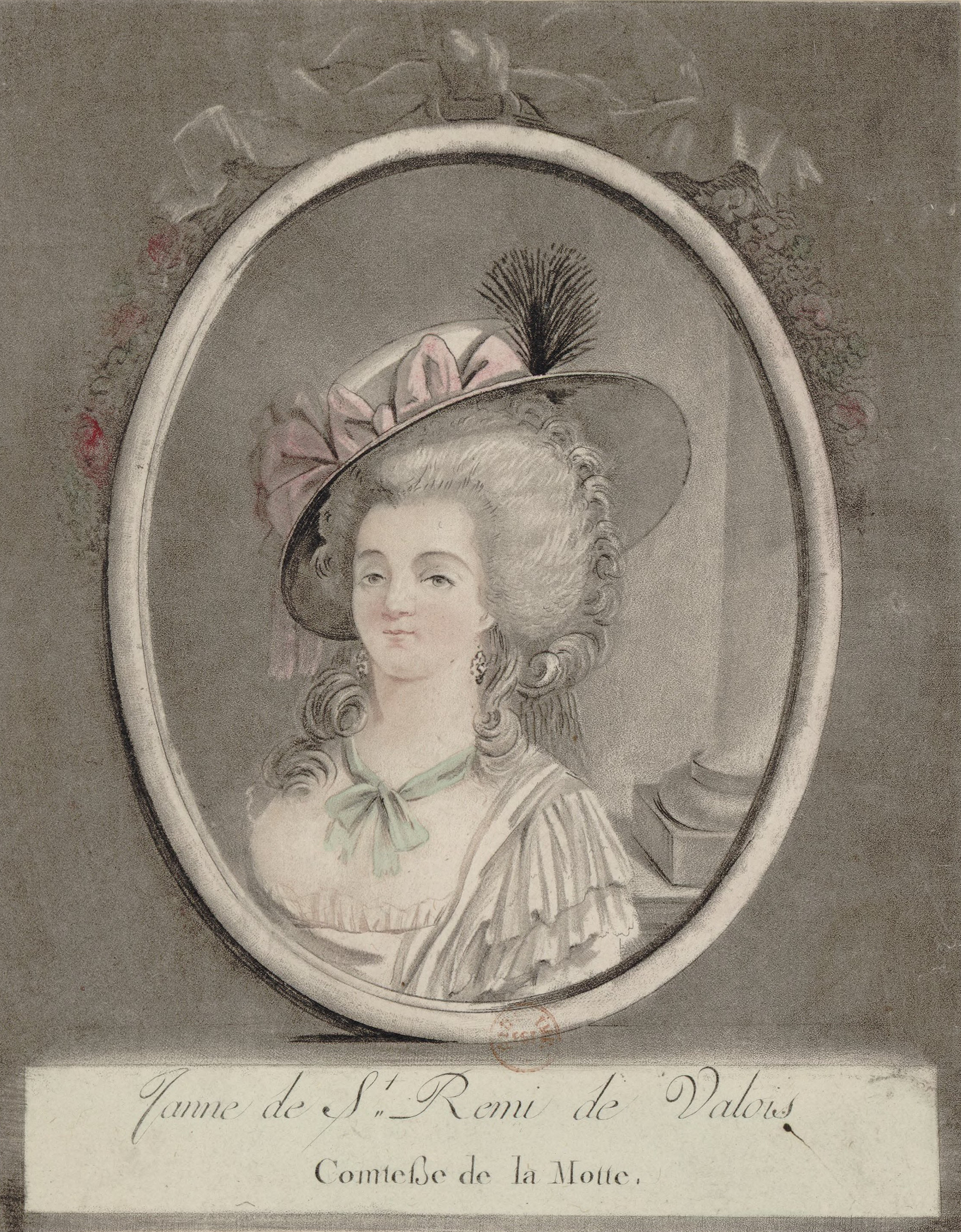
1791 veröffentlichtes Porträt Jeanne de Saint-Rémys

In London traf sie ihren Ehemann wieder, der dort den gesamten Verkaufserlös der gestohlenen Diamanten bereits verprasst und verspielt hatte. Das Wiedersehen der Eheleute gestaltete sich nicht sonderlich idyllisch, denn Nicolas de La Motte hatte sich derweil an das Alleinleben gewöhnt und verspürte wenig Lust, wieder mit seiner einnehmenden Frau zusammenzuleben. Vor allem die zahlreichen hysterischen Szenen, die sie ihm machte, waren ihm zuwider.
Jeanne verfasste in Zusammenarbeit mit einem Herrn Serre de La Tour ihre Memoiren, deren erster Teil mit dem Titel Mémoire justificatif de la comtesse de Valois de la Motte 1789 in London erschien und noch im selben Jahr ins Deutsche sowie Englische übersetzt wurde. In der Veröffentlichung stempelte sie Marie-Antoinette und Cagliostro als Mitwisser der Halsbandaffäre ab und beschuldigte die Königin, sich mehrfach heimlich mit Louis René Édouard de Rohan-Guéméné getroffen zu haben. Die erotische Beziehung zwischen den beiden sollten Abschriften von 32 Briefen belegen, die Jeanne ihren Memoiren hinzufügte. Zudem behauptete sie, Louis Auguste Le Tonnelier de Breteuil habe während der gesamten Zeit im Verborgenen die Fäden gezogen. Ihr Werk enthielt jedoch offensichtliche Unwahrheiten und Widersprüche zu Schilderungen, die sie zuvor gemacht hatte. Trotzdem kam 1789 mit Second mémoire justificatif de la comtesse de Valois de la Motte, écrit par elle-même noch eine Fortsetzung heraus. Kurze Zeit später trennte sich das Ehepaar de La Motte, und Nicolas ging im August des Jahres nach Frankreich zurück. Ebenfalls noch 1789 kam eine zweite Auflage des ersten Memoirenteils heraus.
Das französische Königshaus, dessen Ansehen im Volk durch die Halsbandaffäre enormen Schaden genommen hatte, versuchte im Vorfeld die Veröffentlichung der Memoiren zu verhindern. Die Königin schickte ihre Vertraute, Marie-Louise von Savoyen-Carignan, Fürstin von Lamballe, und den Abbé de Vermond nach London, um Jeanne mit einem Schweigegeld in Höhe von 200.000 Livres von der Publikation abzubringen. Die Bemühungen der Fürstin waren jedoch vergeblich. Die Exilantin nahm zwar das Geld, doch hielt sie dies nicht von der Veröffentlichung ab.
Nachdem Jeanne de Saint-Rémy aus dem Exil 1789 noch eine Streitschrift herausgebracht hatte, die aufgrund ihrer Wortwahl vielmehr als ein gegen Marie-Antoinette gerichtetes Pamphlet gewertet wurde, erschien 1792 in Paris ihre zweibändige Autobiografie Vie de Jeanne de St. Remy de Valois, ci-devant comtesse de la Motte … écrite par elle-même, in deren Vorwort sie eine 1790 in ihrem Namen veröffentlichte Bittschrift mit dem Titel Adresse de la comtesse de la Motte à l’Assemblée Nationale pour être déclarée citoyenne active als eine Fälschung entlarvte, die nicht von ihr geschrieben worden war. Um eine Verbreitung des Werks in der Hauptstadt zu vermeiden, ließ der König am 5. Mai 1792 alle Ausfertigungen des Buchs durch Arnaud de Laporte, intendant de la liste civile du roi, für 14.000 Livres aufkaufen und am 26. Mai in den Brennöfen der königlichen Porzellanmanufaktur in Sèvres verbrennen. Dies konnte aber nicht verhindern, dass anhand eines unzerstört gebliebenen Exemplars eine zweite Auflage gedruckt wurde, die in Paris enormen Absatz fand. Die Biografie war ein ebenso großer Erfolg wie Jeannes Mémoires justificatifs und wurde noch im gleichen Jahr auch ins Englische übersetzt.
Jeanne de Saint-Rémy starb im Alter von 35 Jahren am 23. August 1791 um 11 Uhr abends in London an den Folgen eines Sturzes aus dem Fenster. Einige Wochen zuvor hatte sie versucht, durch einen waghalsigen Sprung aus dem zweiten Stockwerk vor englischen Polizisten zu flüchten, die im Auftrag eines Gläubigers bei ihr vorstellig geworden waren. Dabei hatte sie sich unter anderem beide Beine und das Becken gebrochen. Nach langen Qualen erlag sie ihren schweren Verletzungen und wurde am 26. August auf dem Friedhof der Pfarrkirche von St Mary-at-Lambeth beigesetzt.

## Rezeption

### Streitschriften und Pamphlete
Schon zu ihren Lebzeiten fanden die Person Jeanne de Saint-Rémys und ihre Lebensgeschichte Aufnahme in zeitgenössische Publikationen, insbesondere, weil die antiroyalistische Bewegung versuchte, die Halsbandaffäre und den damit verbundenen Ansehensverlust des französischen Königshauses für sich auszunutzen. Noch bis in die 1790er Jahre war die Gräfin La Motte eine immer wieder auftretende Figur in Pamphleten, die sie als ein unschuldiges Opfer böswilliger politischer Intrigen darstellten, das ungerechterweise für die Exzesse der Königin und ihrer Favoritin Madame de Polignac geradezustehen hatte. Zu solchen Veröffentlichungen zählt sowohl Supplique à la Nation et requête à l’Assemblée nationale par Jeanne de Saint-Rémi de Valois … en revision de son proces als auch Adresse de la comtesse de la Motte à l’Assemblée Nationale pour être déclarée citoyenne active, die beide im Jahr 1790 erschienen. Doch auch wenn die Titel Anderes vermuten lassen, war Jeanne genauso wenig Autorin dieser Publikationen wie sie Conversation entre Madame de La Motte oder Conférence entre Madame de Polignac et Madame de La Motte verfasst hat. Schon 1789 hatte das in London publizierte Buch La reine dévoilée ou supplément au mémoire de Madame la comtesse de La Motte Jeanne als Prügelknaben dargestellt, der für die sexuellen Ausschweifungen der Königin hatte geradestehen müssen. Es knüpfte damit nahtlos an die in Jeannes Memoiren erhobenen Vorwürfe gegen Marie-Antoinette und den Kardinal Rohan an. Sogar Revolutionäre vereinnahmten die Geschichte der Gräfin de La Motte für sich, indem sie die Wiederaufnahme und eine Revision von Jeannes Prozess planten, in der die tiefe Verstrickung der Königin in die Affäre – und damit ihre Schuld – offengelegt werden sollte.

### Belletristik

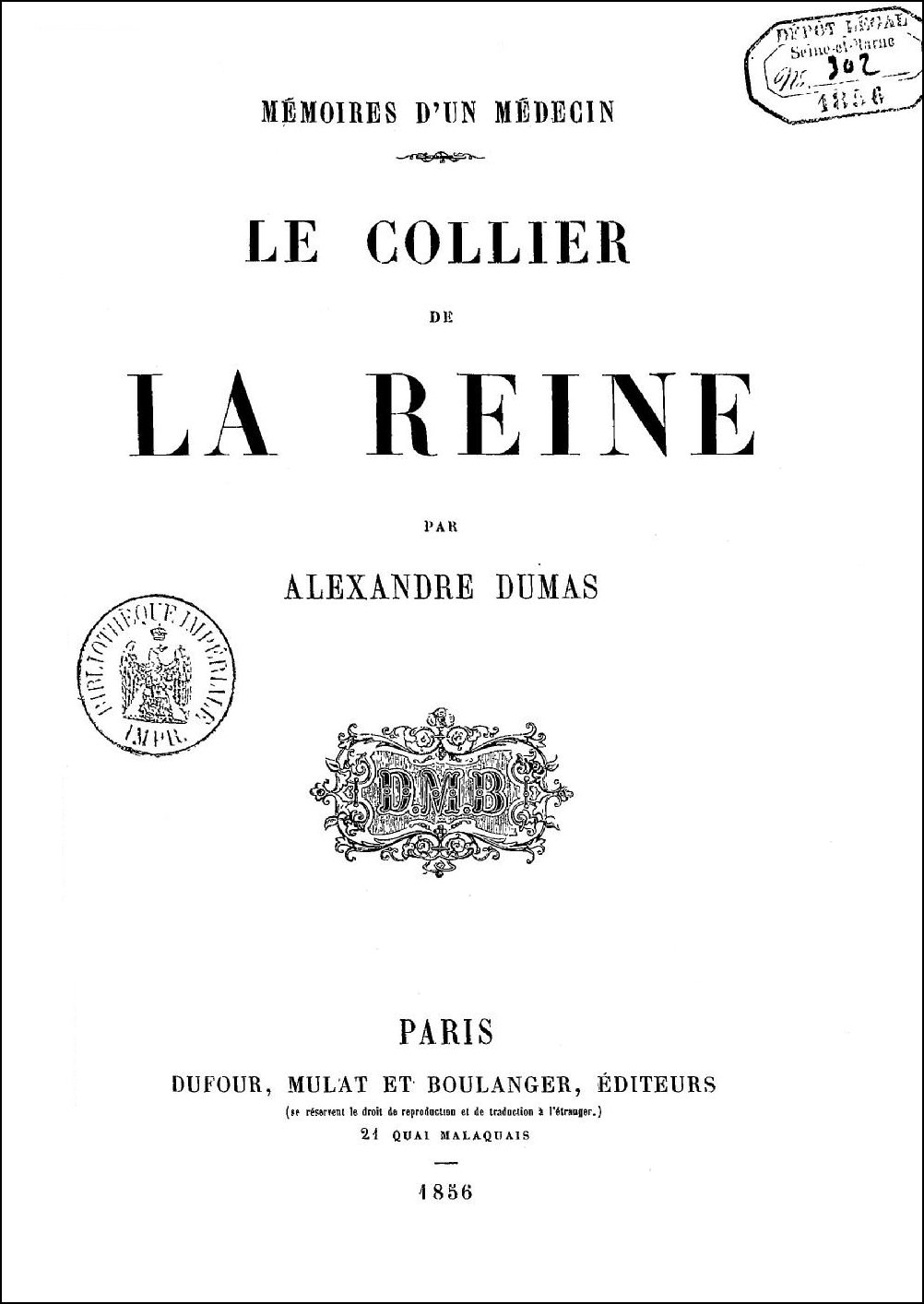
Titelseite einer 1856 erschienenen Ausgabe von Alexandre Dumas’ Roman Le Collier de la reine

Ein differenzierteres, wenngleich nicht unbedingt wahrheitsgetreues Bild Jeannes zeichneten die Lebenserinnerungen ihres Komplizen Marc-Antoine Rétaux de Villette, der 1790 in Venedig die Mémoires historiques des intrigues de la cour, et de ce qui s’est passé entre la Reine, madame de Lamotte et le comte d’Artois herausgab. Gleiches gilt für die Memoiren ihres Ehemanns Marc Antoine Nicolas de La Motte mit dem Titel Affaire du collier: Mémoires inédits du comte de Lamotte-Valois sur sa vie et son époque (1754–1830), die erst nach seinem Tod 1858 in Paris von Louis Lacour veröffentlicht wurden. Darin ist zum Beispiel von mehreren Selbstmordversuchen Jeannes die Rede.
Auch in späteren Zeiten findet sich die Figur Jeanne de Saint-Rémys in diversen Veröffentlichungen, vor allem weil sie eine der Hauptbeteiligten in der Halsbandaffäre war und diese eine große Rezeption in vielen kulturellen Bereichen erfuhr. Alexandre Dumas veröffentlichte 1849 seinen Roman Das Halsband der Königin (Originaltitel Le Collier de la reine). Darin verarbeitete er den Stoff zwar in fiktiver Form, denn in seiner Geschichte ist nicht Jeanne, sondern Cagliostro der Drahtzieher des Betrugs, aber das Werk wartet mit vielen historischen Anlehnungen auf.
Erst allmählich wandelte sich die Darstellung von Jeannes Person vom unschuldigen Opfer zum realistischeren Bild einer überaus ehrgeizigen Frau, die zum Erreichen ihres Ziels nicht vor listigem Betrug zurückschreckte. Frantz Funck-Brentano bemühte sich Anfang des 20. Jahrhunderts in seinen Publikationen L’affaire du collier; d’après de nouveaux documents und La morte de la Reine (Les suites de l’affaire du collier) d’après de nouveaux documents, ein möglichst neutrales Bild der Gräfin La Motte zu zeichnen, indem er sich nicht nur auf die potenziell tendenziösen Memoiren von Zeitgenossen stützte, sondern auch bis dahin nicht ausgewertetes Archivmaterial wie Briefwechsel und Aktennotizen verwendete. Seine beiden Werke sind auch im 21. Jahrhundert noch häufig Grundlage von Veröffentlichungen zur Halsbandaffäre und dem Leben Jeanne de Saint-Rémys.
Einige jüngere Veröffentlichungen gehen sehr hart mit der Gräfin ins Gericht. Joan Haslip charakterisierte sie 1987 in ihrer Biografie Marie Antoinette als „eine von Ehrgeiz und Hass verzehrte Frau, die weder Dankbarkeit gegenüber ihren Wohltätern noch Mitleid mit den Opfern ihrer Betrügereien kannte.“ Hermann Schreibers Beurteilung Jeannes als eine „hübsche, halbverrückte Betrügerin“ in seiner Monografie Marie Antoinette. Die unglückliche Königin aus dem Jahr 1988 stellt sich dagegen etwas schmeichelhafter dar.

### Bühne und Film
Schon Johann Wolfgang von Goethe verwendete 1791 in seinem Lustspiel Der Groß-Cophta Motive aus der Geschichte Jeannes, die in seinem Stück nur die Marquise genannt wird. Auch in Arno Nadels Schauspiel Cagliostro. Drama in fünf Akten von 1913 findet Jeanne de Saint-Rémy ihren Platz, ebenso wie in Edmund Nicks Werk  Das Halsband der Königin. Operette in drei Akten, das am 1. Dezember 1948 in der Bayerischen Staatsoperette in München Uraufführung feierte.
Ab Oktober 1979 strahlte Nippon TV den 40-teiligen Anime Lady Oscar aus, der auf Riyoko Ikedas erfolgreichem Manga Die Rosen von Versailles basierte. Als Beteiligte der Halsbandaffäre tritt in einigen Folgen die Gräfin La Motte auf. Die Fernsehserie wurde anschließend auch in Europa, Lateinamerika und dem arabischen Raum ausgestrahlt. Das darin präsentierte Bild der ehrgeizigen jungen Frau, die gemeinsam mit ihrer Halbschwester bei einer armen Näherin aufwuchs, hat aber nur sehr wenig mit dem realen Vorbild gemein.
Bereits 1929 produzierten Gaston Ravel und Tony Lekain mit Le Collier de la reine eine erste Verfilmung von Dumas’ Roman. Die Rolle der Jeanne de la Motte mimte seinerzeit Marcelle Chantal, ehe Marcel L’Herbier den gleichen Stoff 1946 unter dem Titel L’Affaire du collier de la reine mit Viviane Romance als Jeanne in die Kinos brachte. Der US-amerikanische Regisseur Charles Shyer lieferte 2001 mit Das Halsband der Königin den bisher letzten Kinofilm ab, dessen Protagonistin Jeanne St. Remy de Valois ist. Das von John Sweet geschriebene Drehbuch hielt sich rudimentär an die historische Vorlage, wich jedoch gerade in vielen Details stark davon ab. Das Lexikon des internationalen Films beschrieb die Hauptrolle, dargestellt von Hilary Swank, als eine Person, die „[…] im Wesentlichen eine listenreiche Intrigantin von höchst zweifelhaftem Ruf war.“

## Schriften
- Mémoire pour Dame Jeanne de Saint-Remy de Valois, Épouse du Comte de La Motte, (Cellot), Paris 1785
- Mémoire(s) justificatif(s) de la comtesse de Valois de la Motte, écrit par elle-même, London 1789.
- Second Mémoire justificatif de la comtesse de Valois de la Motte, écrit par elle-même, London 1789
- Lettre de la Ctesse Valois de la Motte à la Reine de France, Oxford (1789)
- Vie de Jeanne de St. Remy de Valois, ci-devant comtesse de la Motte … écrite par elle-même, 2 Bände, Paris Jahr I der Republik (=1792)